# Araneus sulfurinus
Araneus sulfurinus este o specie de păianjeni din genul Araneus, familia Araneidae. A fost descrisă pentru prima dată de Pavesi, 1883. Conform Catalogue of Life specia Araneus sulfurinus nu are subspecii cunoscute.